# بين جونز (لاعب كرة قدم أمريكي)
بين جونز (بالإنجليزية: Ben Jones) (18 مارس 1899 في الولايات المتحدة - 17 مايو 1929) هو لاعب كرة قدم أمريكية ولاعب كرة قدم أمريكي في مركز راكض للخلف ‏. لعب مع أريزونا كاردينالز.

## وصلات خارجية
- بين جونز على موقع مرجع كرة القدم المحترفة.كوم (الإنجليزية)